# Belmont-sur-Rance
Belmont-sur-Rance (okcitansko Bèlmont) je naselje in občina v južnem francoskem departmaju Aveyron regije Jug-Pireneji. Leta 2008 je naselje imelo 1.017 prebivalcev.

## Geografija
Kraj leži v pokrajini Rouergue ob reki Rance znotraj regijskega naravnega parka Grands Causses, 57 km jugozahodno od Millaua.

## Uprava
Belmont-sur-Rance je sedež istoimenskega kantona, v katerega so poleg njegove vključene še občine Montlaur, Murasson, Mounes-Prohencoux, Rebourguil in Saint-Sever-du-Moustier z 2.577 prebivalci.
Kanton Belmont-sur-Rance je sestavni del okrožja Millau.

## Zanimivosti
- Kolegial sv. Mihaela, nekdanja opatija iz 16. stoletja;